# アリ・ルナン
アリ・ルナン（Ernest Cornélis Ary Renan、1857年10月28日 - 1900年8月4日）はフランスの画家、イラストレーター、文筆家である。

## 生涯
パリで生まれた。父親は宗教史家で、イエス・キリストの伝記『イエス伝』の著者のエルネスト・ルナンである。母方の祖父は画家のアンリ・シェフェールで、祖父の兄のアリ・シェフェールも有名な画家であった。文化的な家族の中で育ち画家を目指した。
パリ国立高等美術学校に入学し、ジュール＝エリー・ドローネーやピエール・ピュヴィス・ド・シャヴァンヌに学び、象徴主義の画家、ギュスターヴ・モロー(1826-1898)とも親しくなった。1880年にフランス芸術家協会の展覧会に出展し、1893年から1897年はフランス国民美術協会の展覧会に出展した。象徴主義の画家たちや知識人のサークルで活動し、その知性や温厚さが愛された。
1888年に、有名なパリの画商、ジョルジュ・プティの画廊で時代を代表する33人の芸術家の一人としてその作品が展示された。翌年にも同様の展示会が開かれた。
1891年から1895年の間にナポリやイスキア島、ヴェネツィアを訪れ、アルジェリアのトレムセンやチュニジアのケルアン、シリアのホムスとハマーなどのオリエントの地も訪れた。1898年に画集「歴史的景観(Paysages historiques)」を出版した。
父親の故郷であるブルターニュのトレギエの風景もしばしば描いた。1894年に文化団体「Association des bleus de Bretagne」となる組織の設立者となった。
美術雑誌「Gazette des Beaux-Arts」で批評家として活動し、パリの新聞「Le Temps」にも寄稿し、多くの書籍も執筆した。1895年にレジオンドヌール勲章（シュバリエ）を受勲した。
1900年にパリで没した。

## 作品

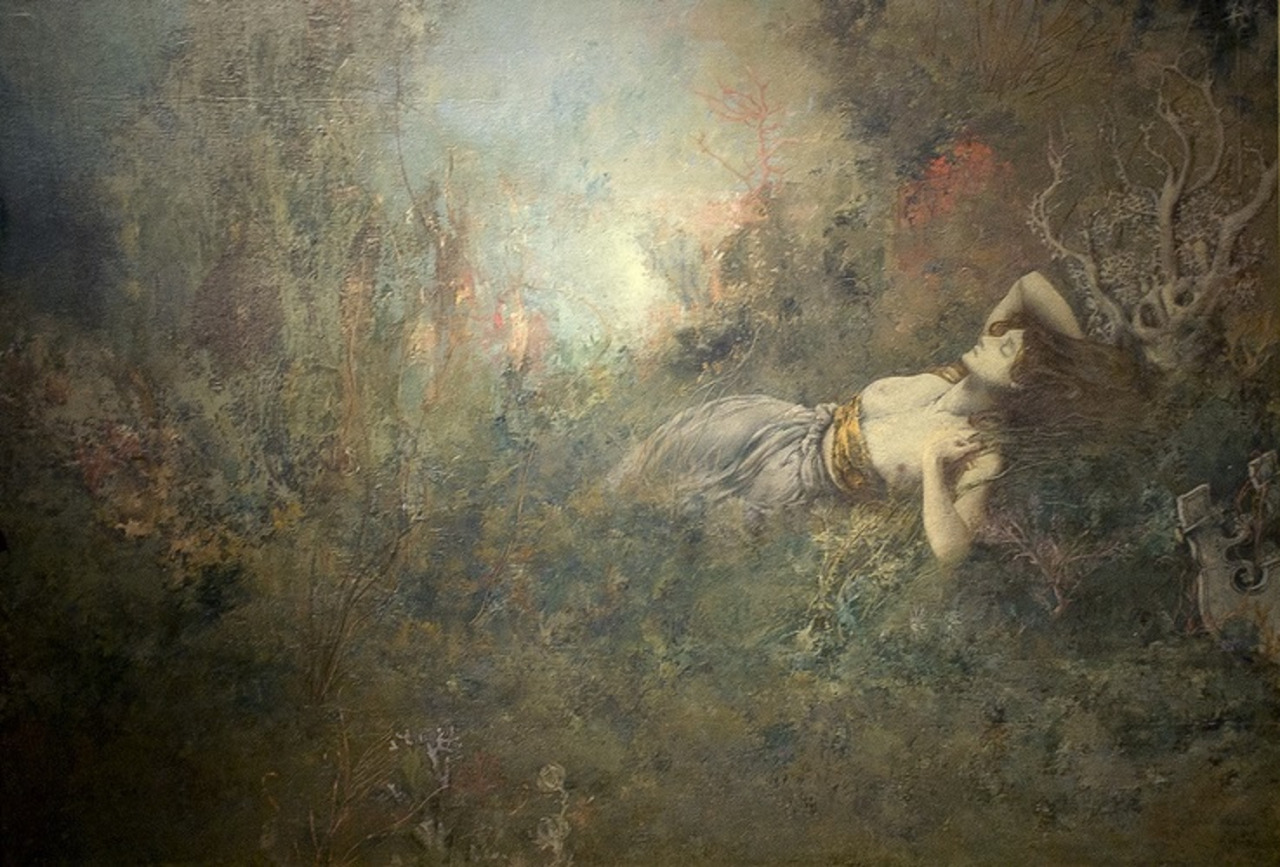
サッフォー (1893)
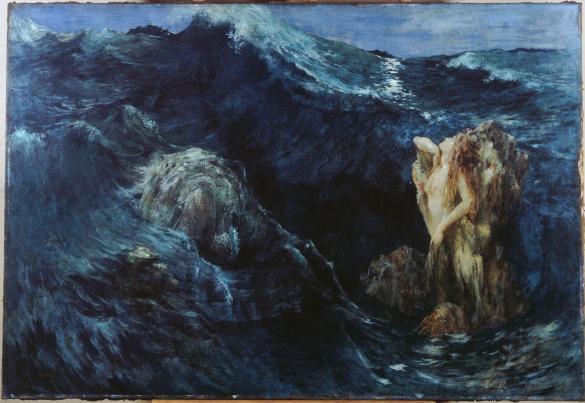
スキュラとカリュブディス(1894)
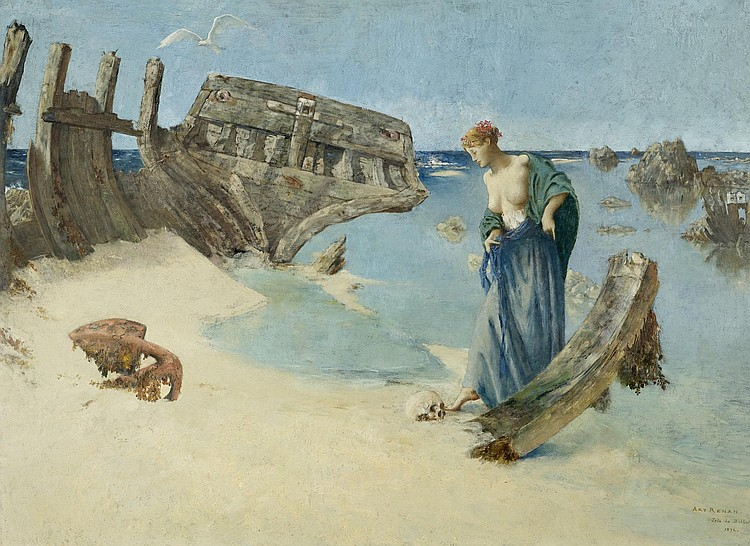
難破船のそばの頭蓋骨と若い娘

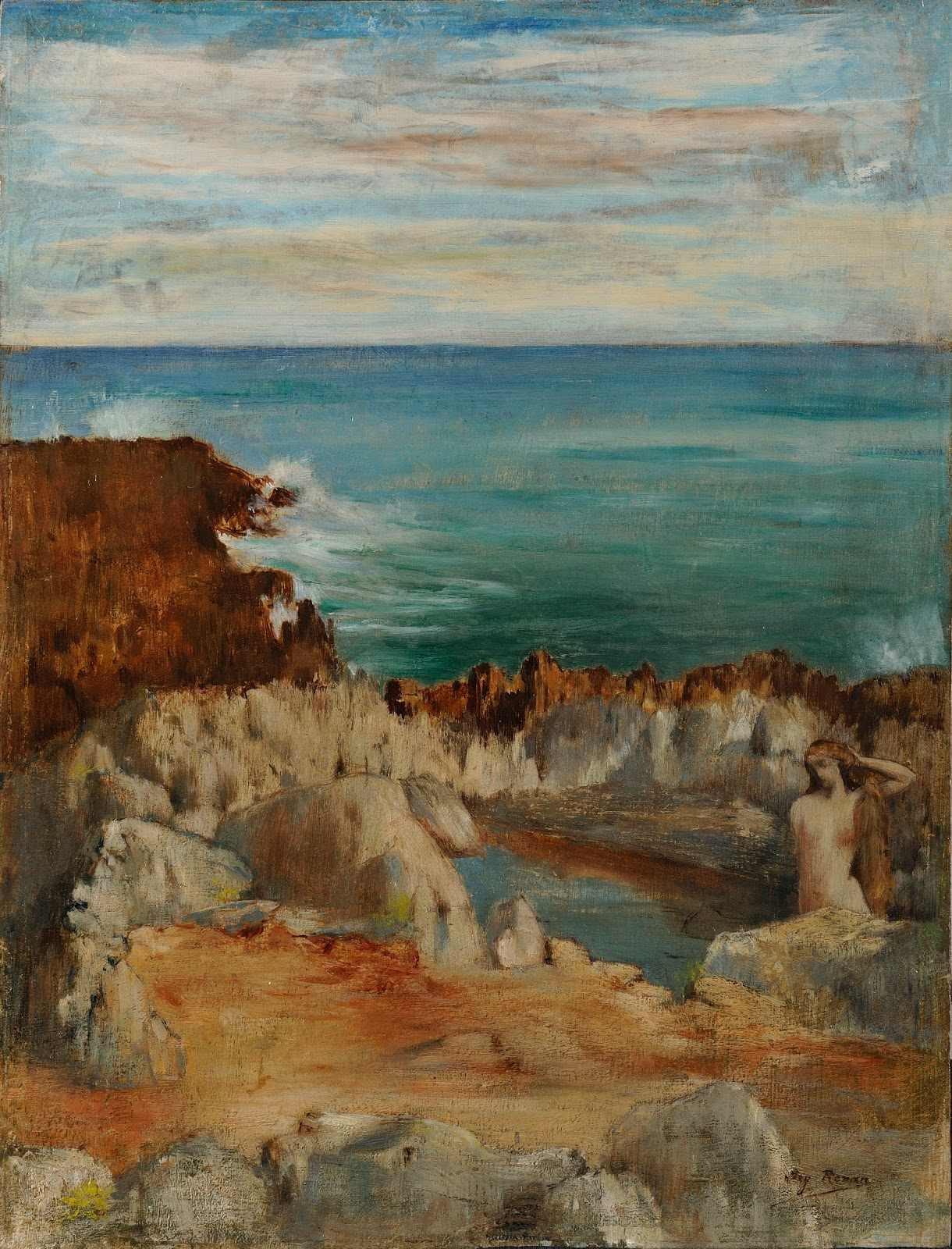
岩場の若い娘
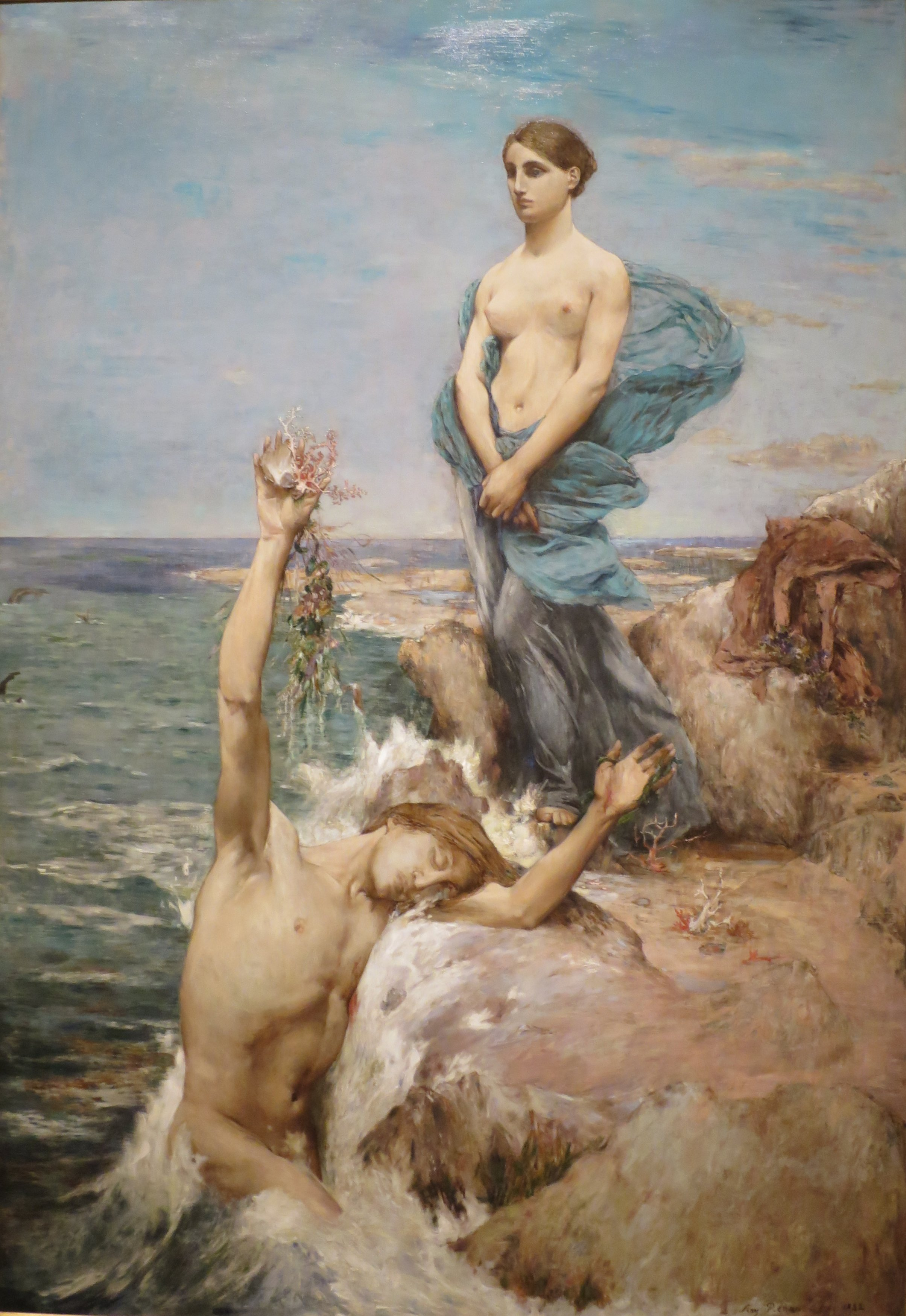
サンゴ漁師
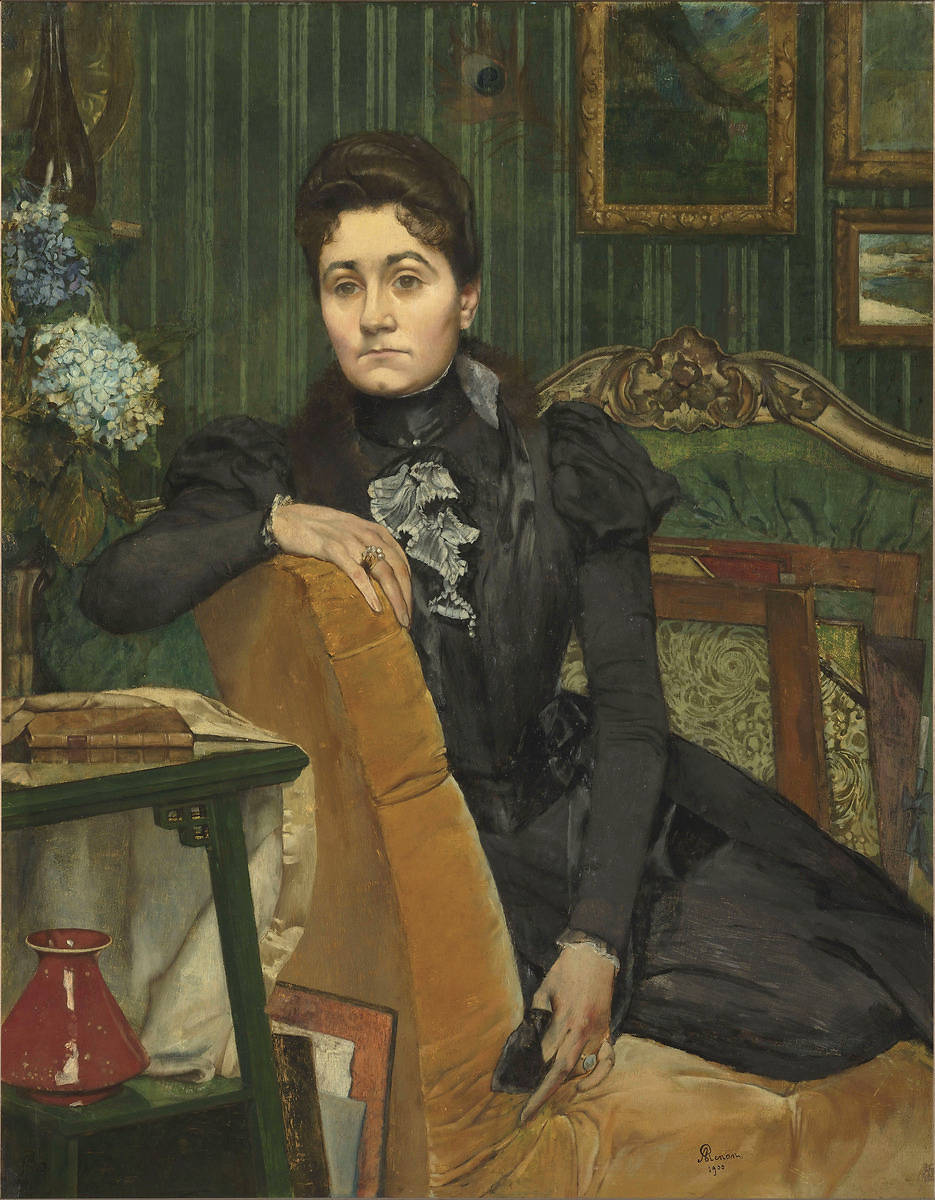
肖像画
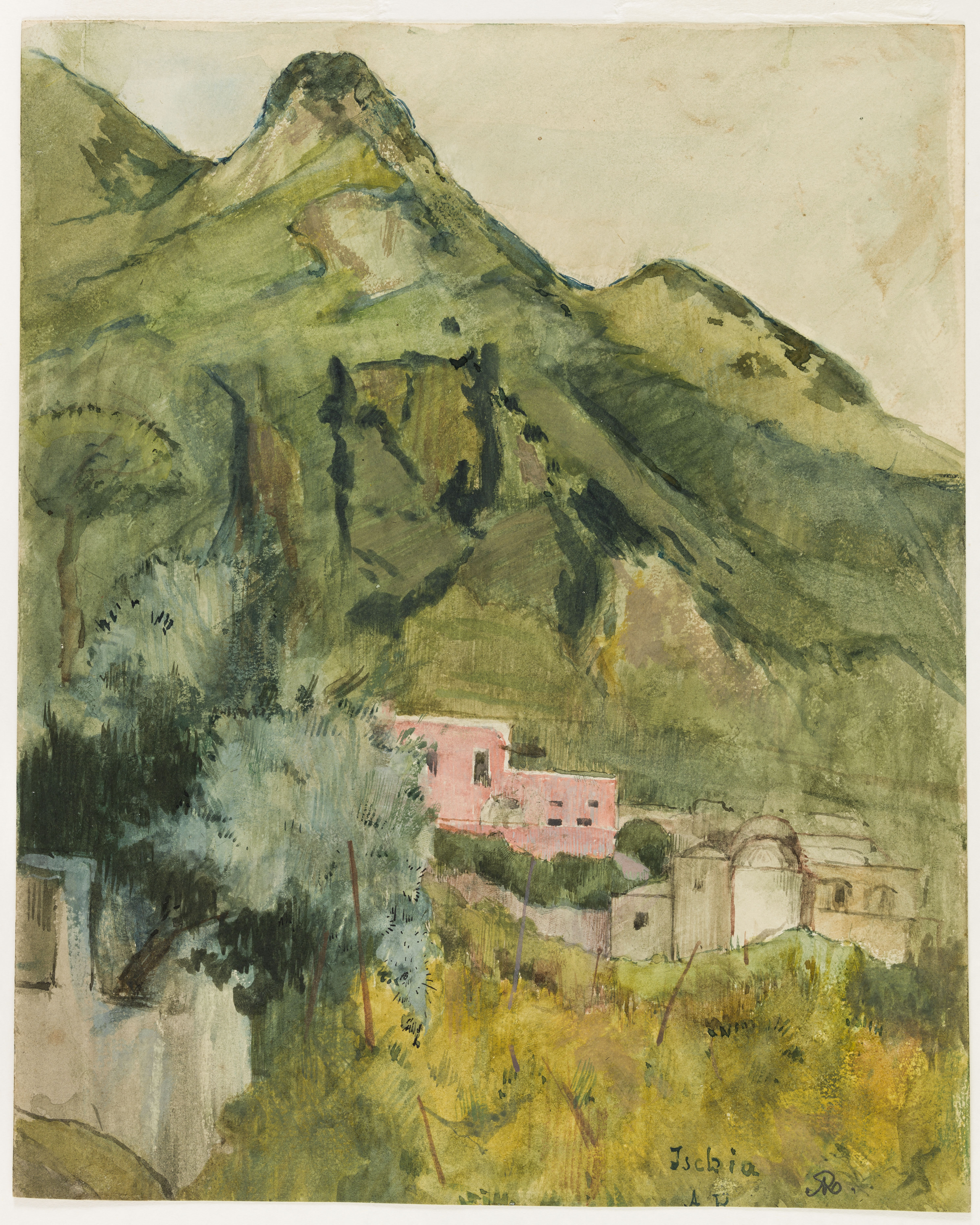
イスキア島の風景